# Шотландские бальные танцы

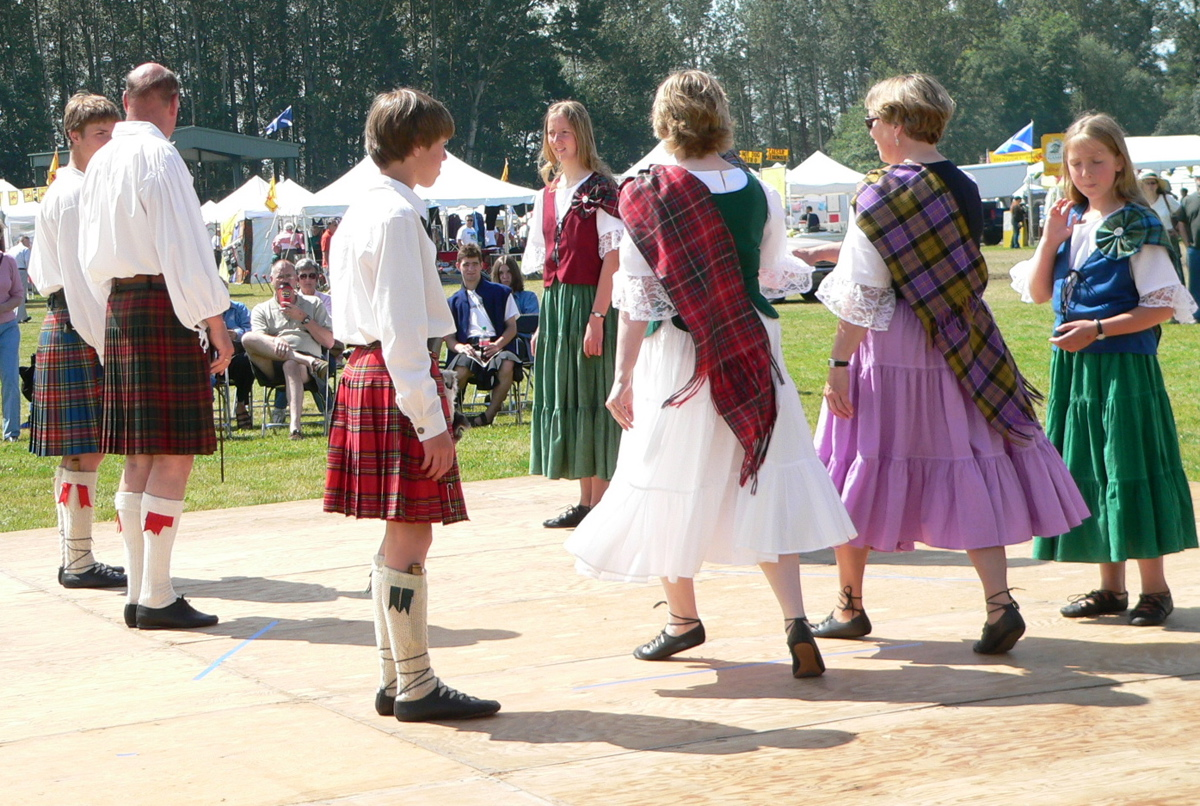

Шотландские бальные танцы (англ. Scottish country dance или сокр. англ. SCD) — это вид танцев, зародившийся в Шотландии в XVIII в.

## Введение
Несмотря на то, что «country dance» переводится как «деревенский танец» (см. контрданс), сами шотландцы относят данный вид танцев к бальным и исполняют их на балах наряду с вальсом. Шотландские бальные танцы исполняет группа пар — сет (от англ. «set»), стоящих в колонну друг напротив друга или по квадрату как в кадрили. Пары по очереди исполняют определенный набор фигур меняясь местами с соседними парами.
Часто ШБТ относят к типу народных танцев, что верно лишь отчасти: корни их берут своё начало в придворных танцах эпохи Ренессанса, перешедших затем в бальные залы английских аристократов. Связью же бальных танцев с народными служат так называемые кейли танцы (от шотл. «ceilidh»), которые также называют «стародавними» или «пабными» танцами. Также не стоит путать ШБТ с шотландским мужским балетом — Scottish Highland Dancing, который на сегодняшний день стал скорее видом спорта, чем традиционным танцем. Тем не менее, хоть ШБТ и имеют в своей хореографии общие элементы с хайландом, также как и с кейли, стиль этот является своеобразным.

## История ШБТ

### Ранняя история
Расцвет ШБТ пришелся на XVIII в., на эпоху Ренессанса, когда они стали популярны на светских балах английских аристократов и были привнесены в Шотландию мелкими дворянами (джентри) и зажиточными городскими жителями. Это было время таких издателей, как Плейфорд, которые публиковали так называемые «сборники танцев». В этих сборниках описывались самые популярные танцы того времени и понемногу включались и совсем новые для ШБТ. Появлялось все больше таких публикаций, но хоть и не все из них были уникальными, некоторые были довольно популярны безотносительно их достоинств.
Из крупных городов ШБТ быстро перекочевали в Центральную Шотландию, к XIX в. распространившись по всей Шотландии и получивших название современных и присоединившихся к уже известным кадрилям и парным танцам, таким как вальсы, польки и тустепы.

### Новое время
В начале XX в. ШБТ по-прежнему были частью общественных танцевальных вечеров, особенно в сельской Шотландии, но, тем не менее, хоть некоторые танцы и были включены в постоянный танцевальный репертуар, это и не было общей тенденцией. Таким образом, ШБТ были на грани исчезновения, когда в 1923 г. в Глазго было образовано Общество Шотландских Бальных Танцев (англ. Scottish Country Dance Society, далее Общество), поставившее своей целью сохранить шотландские танцы в том виде, в котором их танцуют в Шотландии. Члены Общества начали коллекционировать и публиковать имеющиеся танцы, восстанавливая и интерпретируя их из старинных источников. В процессе изучения танцев и техники находилось очень много различий, зависящих от того, где и когда был описан тот или иной танец, и это было ужасно. Члены Общества прошли путь к универсализации танцев для всех любителей шотландских танцев во всем мире.
Деятельность Общества потихоньку становилась все более популярной и оказывала влияние на преподавателей физической культуры Шотландии и Средней Англии: обычный шотландский школьник во время обучения усваивал необходимый минимум ШБТ. В 1947 г. Общество получило статус Королевского и с тех пор называется Королевским Обществом Шотландских Бальных Танцев (сокр. англ. RSCDS).
На сегодняшний день в коллекции Общества 11000 танцев, из которых приблизительно 1000 являются традиционными ШБТ. Члены Общества довольно часто публикуют дополнения к коллекциям, при этом, не контролируя изобретения всех новых танцев.
Современные ШБТ немало развились с начала XVIII в., постоянно пополняясь новыми танцами, концепциями и идеями. Активные коммуникации помогают ШБТ проникать в Европу, США, Канаду, Австралию, Новую Зеландию, Японию. Свои группы также существуют в России, Южной Африке, Аргентине и Гонконге.

## Виды танцев

### Общее
ШБТ делятся по типам музыкальных размеров, под которые они танцуются, на рилы (от англ. «reel», размер 4/4, 2/2), включающие в себя также и хорнпайпы (от англ. «Hornpipe», размер 3/2), джиги (от англ. «jig» размер 6/8, 9/8) и страспеи (от англ. «Strathspey», размер 4/4). Отличительные признаки первых двух типов: достаточно быстрый темп (их ещё называют «быстрые танцы»), быстрые передвижения, живость. Оба этих типа присутствуют не только в ШБТ, но также и в ирландских, валлийских и бретонских танцах. Третий тип — страспей — абсолютно уникален и самобытен, своё название он получил по имени долины, включающей в себя города Морей, Баденох и Страспей. Отличительные признаки страспея: более медленный по сравнению с рилом или джигой темп, степенность и горделивость движений, спокойствие. Но такими страспеи были не всегда: в отличие от рилов и джиг, которые не менялись во времени, страспеи ещё в начале XX в были намного быстрее и живее, но возраст танцующих и мода взяли своё — страспеи понемногу замедлялись. Также небольшую нишу в ШБТ занимают вальсы и менуэты.

### Танцоры и построения
ШБТ обычно танцуются в определенных построениях — сетах. Сет обычно включает в себя три, четыре или пять пар. Иногда встречаются и семипарные сеты, но это большая редкость. Сеты обычно смешанные, но встречаются и пары, в которых танцуют две дамы или два кавалера. Сеты бывают выстроенными в длину (longwise set), по квадрату (square set), по треугольнику (triangle set) и по периметру зала (round-the-room set). В длинном сете линия кавалеров стоит лицом к линии дам, друг напротив друга. Этот вид построения самый распространенный, именно он является потомком контрдансов. Кавалеры выстраиваются левым плечом относительно музыки, а дамы, соответственно, правым, на всю длину зала. Первая пара в сете называется топ-пара (от англ. Top couple), она всегда стоит ближе всего к музыке, остальные пары выстраиваются за ней по порядковым номерам. У длинного сета также есть понятие «верх» и «низ»: верх сета — направление к первой паре, низ — направление к последней паре. В квадратном сете пары располагаются по сторонам квадрата. Та пара, что стоит ближе всего к музыке считается первой. Далее расчет пар производится по часовой стрелке относительно первой пары. В парах кавалер всегда держит свою даму в правой руке, таким образом, участники сета определяют свои места. В этом сете нет верха и низа, весь сет равноценен. В таком сете танцуются все кадрили и некоторые ШБТ. В треугольном сете все почти так же, как в квадратном, только пары выстраиваются по сторонам треугольника. В сете по периметру зала пары выстраиваются друг за другом по кругу. Бывает три типа построения по кругу: или кавалер держит даму за правую руку, и они оба стоят лицом по линии танца; или кавалер стоит спиной к центру зала, а дама стоит к нему лицом; или одна пара стоит лицом по линии танца, следующая — против и т. д. В сетах этого вида нет первой и последней пары, верха и низа, все пары равноценны. Линия танца определяется по движению часовой стрелки: двигаться по линии танца = двигаться против часовой стрелки и наоборот.

### Фразы и фигуры
В ШБТ существует множество различных фигур разной длины. Длина фигуры измеряется музыкальными тактами, поэтому фигура всегда равна по длине соответствующему музыкальному фрагменту. Чаще всего фигуры имеют длину, кратную двум тактам: 2, 4, 6 или 8 тактов. Также они могут быть как очень простыми (например, поворот за одну руку), так и довольно сложными, включающими во взаимодействие три-четыре пары. Обычно фигуры комбинируются в последовательность длиной от 16 до 64 тактов, последовательность повторяется несколько раз (чаще всего 8), каждая пара получает возможность повторить её один-два раза.

### Базовые шаги и техника
В отличие от кейли, ШБТ используют специальные позиции ног из классического балета. Существует несколько типов шагов: для передвижения на большие расстояния (travelling steps), и для передвижения на короткие дистанции или исполнения на месте (setting steps). К первому типу шагов относятся: skip-change of step, slip step — в быстрых танцах и strathspey travelling step — в страспеях. Ко второму типу относятся: pas-de-basque — в быстрых танцах и strathspey setting step — в страспеях. Также во второй тип включают шаги, позаимствованные из хайланда, например, rocking step, Highland schottische step.
Часто в ШБТ делается особый акцент на правильном исполнении шагов и фигур, на технике исполнения. Особенно это касается работы стоп и позиций ног в различных точках движения. Также к хорошей технике относятся правильное использование пространства и умение вовремя оказаться в нужной точке для исполнения следующей фигуры или окончания последовательности. Эти навыки помогают не растеряться и быть готовым исполнять фигуру, в которой могут быть задействованы остальные участники сета, без промедления. Умение слышать музыкальные фразы (англ. «phrasing») помогает исполнить фигуру вовремя. Также показателем хорошей техники всех участников сета является работа в команде, синхронность, помощь друг другу, в англ. языке это называется «covering». Особое значение в ШБТ имеет танцевальный этикет: любой танец предваряется и заканчивается поклоном своему партнеру. Также важно проявлять уважение и доброе отношение к остальным участникам сета и танцевального вечера, такое поведение в англ. языке получило название «flirting».
Итак, ШБТ — это групповые танцы, поэтому взаимодействие с партнером и другими танцорами, такое как улыбка или аккуратная подача рук, становится основной их составной частью, отчего должно появляться чувство хорошо сочетаемого времени и места для танца.

### Прогрессия
Большинство ШБТ используют так называемую прогрессию (от англ. progressing), то есть после одного исполнения последовательности всех фигур танца, пара сдвигается на одно или более мест вниз по сету. Такой метод танцевания позволяет каждой паре сета побыть на первом месте, побыть топ-парой. Количество повторений одной последовательности может быть разным, например, в сете из четырёх пар таких повторений будет 4 или 8, в зависимости от конкретного танца. Обычно в сете одновременно танцуют две-три пары, редко все пары одновременно, а нетанцующая пара в этот момент может перевести дух и немного отдохнуть, но при этом она должна внимательно следить за танцем и успеть вступить.